# 大後栄治
大後 栄治（だいご えいじ、1964年11月21日 - ）は、日本の陸上競技指導者、神奈川大学人間科学部教授。陸上競技部監督、前駅伝部監督、現駅伝部部長兼総監督、元関東学生陸上競技連盟駅伝対策委員長。コーチ、監督として箱根駅伝総合優勝2回(往路優勝3回、復路優勝1回)、全日本大学駅伝優勝3回の実績を持つ。

## マネージャーから指導者への道へ
東京都出身。日本体育大学荏原高等学校から日本体育大学に入学した大後も、箱根駅伝出場を夢見ていた選手だった。しかし故障もあって満足に走れず、他の多くの選手と共に埋もれていた。そんな中2年生になって上級生の助言もあってマネージャーに転向。大後と入れ替わりに卒業した谷口浩美、大塚正美の時代からチームは監督、コーチが不在という状況が続いていた。その為、普通なら監督やコーチ、部長などがやるような部の運営そのものを学生がやることになっていた。しかし高校時代も指導者不在を味わっている大後は臆せずにマネージャーとしての階段を上っていく。4年時にはキャプテンと共に長距離ブロックの両輪として部の運営の矢面に立つ活躍。年末の箱根駅伝記者会見では並みいる各校の年配の指導者に混じって学生服姿の大後がマイクを握った。しかし学生主体ゆえの詰めの甘さもあって、遂に箱根駅伝優勝を在学中に叶えることは出来なかった。
これがきっかけで大後は指導者としての道を描くようになる。卒業間際に行われた日本体育大学の大学院2次募集に挑み、見事に合格する。大学院時代はそれまでとは違い、「色々な人と話ができたり、リラックスしながら次の道を探る為の充電期間だった」と後に大後は語っている。

## 箱根駅伝復活にむけて
1989年日本体育大学大学院修了後、長距離専任の指導者を探していた神奈川大学にコーチとして採用される。当時の神奈川大学は箱根駅伝出場から15年遠ざかっていたものの、大学側が大後が赴任する数年前から、スポーツ推薦制度を採用し、陸上競技部にも高校時代に地元・神奈川県を中心に実績のある選手を入学させていた事もあり、当初の大後は数年の強化で本大会に出場出来ることを想定していた。しかし、蓋を開けてみると肝心の部員達に覇気が感じられなかった。引き締まった空気は感じられず、遊ぶために夜中にアルバイトをしているような部員さえいた。中でも部員一人一人と面談した時に「本気で箱根駅伝を目指そうとするなら、神奈川大学なんか選んでいません」と答えた部員もおり、強い日体大というなかに身を置いてきた大後にとってはカルチャーショックだった。
しかし大後はじっくり部の改革に乗り出す。練習環境の改善の為にアパート1棟を買い取って部員寮にすることで、選手の食生活の安定を図った。また大学から離れた専用グランドに向かう為に大型バスを購入し、自らも忙しい合間を縫って大型自動車免許を取る努力も惜しまなかった。
走力面でも最初は「（当時高校最強だった）西脇工業よりも弱い」と言われるほど、力がなく日体大時代のようなスピード練習は難しいと判断。とにかく長い距離をジョギングする練習を重ねることで、箱根駅伝を見据えた20キロへの適応力を高めていった。当初は、自由な環境に置かれていた上級生からの反発が大きかったが、大後と同期に入学してきた部員らがこれらの環境・練習に適応し、徐々にチームの雰囲気を変えていった。こうして、チームの力が高まり、予選会の順位も通過ラインに近い位置まで上がってきた。これで部員たちの間に「（どうせ出られもしない箱根駅伝に）出られるかもしれない」という空気が広がっていった。またこの頃からライバル校の中から「神奈川大学は5000mだと弱いのに、20キロだとなぜかあんなに強く走る」という評価が広まっていった。

## 天国と地獄
そして1991年秋の予選会で神奈川大学は選手達が着実に走り、明治大学、東洋大学といった常連校を退け、出場枠6の中で5位に入り、実に18年振りの箱根駅伝出場を勝ち取った。そして挑んだ1992年の第68回大会は14位に終わったが翌年には予選会で2位通過すると、本大会では5区で小田典彦が大学史上初の区間賞を獲得する活躍もあり8位で初のシード権を獲得。更に翌年に入学した近藤重勝が4年連続で山上りに挑戦したことでアドバンテージが出来、7位、6位と順位が上向きになる。箱根駅伝での活躍に対し、OBを中心とした周囲のサポートも厚みを増し、学内に専用グランドが完成、バスで大学から離れた練習グランドに行く必要が無くなり、練習環境がより充実していった。そして1995年はそれまで2強とされていた早稲田大学、山梨学院大学の『早山時代』が終わりを告げ、神奈川大学、中央大学を加えて4強と評された。同年秋は出雲駅伝、全日本大学駅伝でアンカーまで先頭争いをするなど、前哨戦でも好調だったことから、箱根駅伝でも期待が高まる。そして迎えた1996年の第72回大会では1区で出遅れたものの2区3区で順位を上げて、4区に襷を受けた時点で2位となる。ところが、4区の序盤で高嶋康司が歩き出してしまい（後日、足を疲労骨折していたことが判明）、中継所から僅か6.3km地点で途中棄権（山梨学院も同区間で途中棄権）に終わる。優勝候補2校が往路で脱落する波乱の中、走れなくなった高嶋を抱きとめつつ、大後は次の5区の走者である近藤を心配していた。
途中棄権になればチームの記録は認められない。それゆえに選手達の緊張の糸が切れてしまわないかが心配だったのだ。しかし5区の近藤は前のランナーが見えない後方スタートというハンデがありながらも区間2位の力走でゴール。これが選手達に「途中棄権していなかったら優勝したと思わせる走りをしよう」と逆に燃えさせるきっかけを作り、復路でも7区で渡邉聰が、9区で重田眞孝が区間賞を獲得し、結果優勝した中央大学、2位の早稲田大学に次ぐ3番目に大手町にゴールし、復路2位で力を見せた（現在では途中棄権以降の記録は個人記録も、復路記録も参考扱いとなり、公式記録としては認められない）。
この教訓からチーム全体にけが予防への意識も高まり、チームの力も更に上がっていった。4年ぶりとなった予選会では大会記録を塗り替え、予選1位通過し、前哨戦となった全日本大学駅伝でも初優勝する。その勢いのまま臨んだ神奈川大学は1997年の第73回大会では、序盤から上位を走り、前年途中棄権となった4区で首位に立つと、そのまま往路優勝。復路でも2位以下を大きく引き離し、また前年4区で途中棄権した高嶋も9区で区間記録にあと17秒まで迫る区間3位と好走し、悲願の初優勝を果たす。例年にない往路の強風下、スタミナ型の選手の多いこのチームには幸いした。そして翌年は、2区を走った市川大輔や4年連続で山上りの5区を走った近藤、前年4区で首位に立った藤本大輔、10区区間賞の今泉勝彦が卒業したにも関わらず、下級生がさらに力を付けるようになり、前哨戦となる全日本大学駅伝で連覇を果たす。そして、迎えた第74回大会では、1区で11位と出遅れたものの、2区以降徐々に順位を上げ、5区で当時1年生の勝間信弥がラスト2kmを切ったところで駒澤大学を逆転して2年連続の往路優勝。復路でも2位以下を大きく引き離し、連覇を果たし、強豪校の仲間入りを果たす。
選手全体の実力が金太郎飴のように拮抗しているのがこのチームの特色だったが、大後が監督に就任したものの3連覇を阻止され3位に甘んじた1999年の第75回大会頃から次第に成績が下降し始める。2000年の第76回大会では5区で区間最下位に沈み13位とシード争いにまで巻き込まれ、復路で巻き返し8位で何とかシード権を獲得する。2002年の第78回大会では往路優勝したものの、過去得意としていた復路では6区と9区のブレーキもあり11位となり、総合6位。そして翌年の第79回大会ではアンカーの10区の選手が6位で襷を受けながらも区間最下位の大ブレーキをし、さらに後方の大学のランナーがいずれも好走したことから5人抜かれを喫してまさかの11位に沈み、7年ぶりのシード落ちとなってしまう。翌2004年の第80回大会も9区を終えた時点で4位となり、5年ぶりの3位も見えていたが、またしてもアンカーがブレーキをし、シード権こそ確保したものの、8位にまで順位を落としてしまう。この頃から大後も「練習をエース用と（山などの）特殊区間用に細分化していかねばならない」と悟り、練習の改革に打って出た。しかし、2003年より本選出場校が20校に増え、低迷していた東洋大学が監督交代でチーム力を向上させ、長年本大会出場から遠ざかっていた明治大学、青山学院大学が強化を図って本戦に復活し、帝京大学、國學院大学、城西大学といった新たな勢力が台頭するなど、年々各校の戦力が拮抗している上、近年では優勝タイムだけでなく、2位や3位のタイムも11時間5分を切るなど駅伝の超高速化が顕著となっているが、スーパーエースを擁さないこともあって2006年の第82回大会では過去最低の16位に沈み、2010年の第86回大会では19年ぶりの予選落ちとなってしまい、2006年以来優勝争いどころかシード権すら獲得出来ない状況が11年も続いた。しかし大後は「勝った後の難しさを今味わっている。だからこそもう一度頂点を得たい」と、まだ夢を捨ててはいなかった。
そして、大後は予選落ちとなった翌年から「5カ年計画」を掲げる。駅伝の高速化に太刀打ちするために、1年目から活躍できるエース育成を掲げてスカウトの強化に乗り出した。またハード面でも、故障予防・技術力向上のために、2012年に学内に全長1100m、高低差20mのウッドチップのクロスカントリーコースが完成、さらなる練習環境面を充実させた。
こうしてチーム力は徐々に向上していったが、本戦では直前に故障者が発生してしまうなど、歯車が噛み合わない状況が続いた。しかし、2017年に行われた第93回大会ではＷエースの山藤篤司・鈴木健吾を中心に走力を上げ、2区では鈴木が区間賞の走りで神奈川大史上初めて往路戸塚中継所をトップで通過する快挙を成し遂げ、以降も危なげなくレースを進め、往路6位・復路7位の総合5位となり12年ぶりのシード権獲得に成功した。更にその年の11月に行われた第49回全日本大学駅伝では前回覇者の青山学院大学、出雲駅伝覇者の東海大学などの強豪を退け20年ぶり3回目の優勝を飾り完全復活を印象付けた。

## エピソード
- 箱根駅伝のメンバー選考にも関わった為、漏れた選手が直後の記録会で好記録を出し、口をきいてもらえなかったこともある。
- OBとの折衝などもやらねばならず、ストレスから円形脱毛症になってしまい、同級生から養毛剤をプレゼントされる逸話もあり、マネージャーとしての稼業がいかに大変だったかを物語っている。
- ある年の箱根駅伝の直前に関東地方が大雪になり、グランドが使えない状況になった。そんな中4年生が首都圏近郊の部員に声をかけ、雪かきをした。これでチームの士気が上がったという。大後はこれこそがチーム競技では必要となる集団力学だったと振り返っている。